# قاچاق جنسی در اروپا

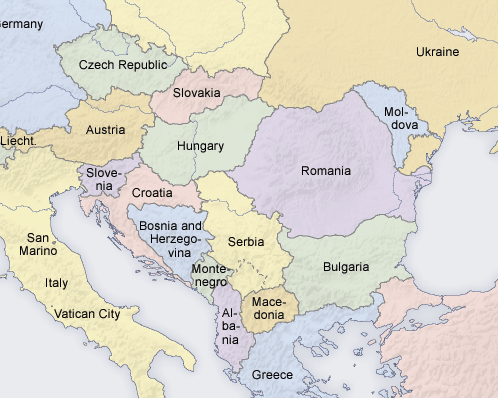
اروپای جنوب شرقی بعد از ۱۹۹۲

قاچاق جنسی در اروپا (انگلیسی: Sex trafficking in Europe) به عنوان حمل و نقل افراد از طریق اجبار، فریب و/یا مجبور کردن به شرایط استثماری و شبیه به بردگی تعریف می‌شود و معمولاً با جرائم سازمان‌یافته مرتبط است.
آلمان به «مرکزی برای استثمار جنسی زنان جوان از اروپای شرقی و همچنین یک حوزه فعالیت برای گروه‌های جرایم سازمان‌یافته از سراسر جهان» تبدیل شده است.
فروش زنان جوان به بردگی جنسی تبدیل به یکی از سریع‌ترین رشدهای اقتصادی در اتحادیه اروپا شده است. در حالی که قاچاق انسان قرن‌هاست که در سراسر جهان وجود داشته است، این موضوع به یکی از نگرانی‌های فزاینده برای کشورهای اروپای جنوب شرقی پس از سقوط کمونیسم تبدیل شده است. در سال ۱۹۹۷ تنها ۱۷۵٬۰۰۰ زن جوان از اتحادیه جماهیر شوروی سابق و اروپای شرقی و مرکزی به عنوان کالا در بازارهای جنسی کشورهای توسعه‌یافته در اروپا و آمریکای شمالی فروخته شدند. مشکلات اقتصادی و وعده‌های رفاه بسیاری از افراد را در کشورهای خود و مقصدهای دیگر در اروپا و جهان آسیب‌پذیر کرده است. سازمان ملل متحد گزارش می‌دهد که سالانه ۴ میلیون نفر به اجبار برای کار در یکی از اشکال بردگی منتقل می‌شوند.
اقدامات علیه قاچاق زنان بر تصویب قوانین سخت‌تر جنایی و مجازات‌ها و همچنین بهبود همکاری‌های بین‌المللی پلیس متمرکز است. کمپین‌های رسانه‌ای وسیعی وجود دارد که هدف آن‌ها اطلاع‌رسانی به عموم مردم، سیاست‌گذاران و قربانیان احتمالی است. در کشورهای مختلفی که اقدامات قانونی علیه قاچاق در مراحل اولیه خود قرار دارند، این کمپین‌های رسانه‌ای در پیشگیری از قاچاق اهمیت زیادی دارند.

## تاریخچه قاچاق
از دوران باستان، افراد مغلوب به بردگی گرفته می‌شدند و به کشور پیروز برده می‌شدند. این افراد زندگی جدیدی از بردگی به عنوان خدمتکار یا بردگی جنسی پیدا می‌کردند. قبل از ۴۰۰۰ قبل از میلاد، هیچ شواهدی از بردگی جنسی و خدمتکاران جنسی در فرهنگ انسان‌ها وجود ندارد. یونان و رم به خاطر اسیر کردن افراد و تبدیل آن‌ها به برده شهرت داشتند. در اوج امپراتوری روم، گفته می‌شد که یک نفر از هر سه نفر برده بوده است. مردان به عنوان کارگر و زنان و دختران برای لذت در خانه‌های فاحشه‌خانه و خانه‌های خصوصی استفاده می‌شدند.
از دوران قرون وسطی به بعد، بردگان مرد و زن سقلیبه از شمال یا شرق اروپا به خاورمیانه اسلامی و آندلوس منتقل می‌شدند. در حالی که مردان سقلیبه می‌توانستند در مشاغل مختلفی مانند دفاتر آشپزخانه، شکار شاهین، ضرب سکه، کارگاه‌های نساجی، اداره یا گارد سلطنتی (در مورد نگهبانان حرم، آنها عقیم می‌شدند) فعالیت کنند، زنان سقلیبه در حرم‌سرا قرار می‌گرفتند. از سوی دیگر، هنگامی که برده‌داری در آفریقا به خاورمیانه گسترش یافته بود، زنان برده قیمت بالاتری از مردان داشتند هم به دلیل ارزش باروری آنها و هم به دلیل اینکه به عنوان اجسام جنسی و خدمتکاران استفاده می‌شدند.
از زمان افشای رسوایی قاچاق سفید در دهه ۱۸۸۰، قاچاق جنسی زنان در اروپا و آمریکای شمالی شناخته و مقابله شد. در آن زمان، دولت‌ها در اروپا بخشی از طرح‌های بردگی جنسی برای بیش از یک قرن بودند. قراردادهای بین‌المللی در سال‌های ۱۹۰۴، ۱۹۱۰ و ۱۹۲۵ برای منع تجارت زنان تصویب شد.
در دهه ۱۹۹۰، مشکل تجارت جنسی و گردشگری جنسی در حال افزایش بود و توجه بین‌المللی را جلب کرد زمانی که گروه‌های غیرانتفاعی شروع به مطرح کردن مشکل کردند. شرکتی به نام Big Apple Oriental Tours که مستقر در نیویورک بود، در تورهای جنسی برای مردانی که مایل بودند به کشورهای فیلیپین، جمهوری دومینیکن، تایلند، هند و سری‌لانکا، در میان دیگر مقاصد، برای انجام رابطه جنسی با تن‌فروشی سفر کنند، تخصص داشت و بعد از آن تجربیات خود را با دیگر مشتریان به اشتراک می‌گذاشت. در ژاپن، شرکت‌ها شروع به ارائه تورهای گردشگری جنسی با تمام هزینه‌های پرداخت شده به تایوان به عنوان یک مزیت برای کارکنان اجرایی خود کردند. پس از سقوط اتحادیه جماهیر شوروی، تقاضا برای بردگان جنسی افزایش یافت. این موضوع به وسیله سختی‌های اقتصادی تقویت شد. این اولین بار از زمان تجارت بردگان سفید در قرن ۱۹ بود که زنان قفقازی به‌طور عمده خرید و فروش می‌شدند برای هدفی جنسی. اسرائیل از تقاضا برای زنان اروپایی بهره‌برداری کرد و خانه‌های فاحشه تبدیل به منابع درآمد بزرگ شدند. روزنامه‌های نیویورک تایمز و دیتلاین ان‌بی‌سی هر دو گزارش‌هایی دربارهٔ تجارت قاچاق جنسی اسرائیل منتشر کردند.
در پاسخ به تمامی گزارش‌هایی که قاچاق جنسی دریافت می‌کرد، ایالات متحده و هلند به‌طور مشترک یک کمپین رسانه‌ای را برای هشدار دادن به زنان در مورد کلاهبرداری‌های مربوط به پیشنهادها شغلی و دیگر طرح‌های بدهی که توسط قاچاقچیان برای فریب دادن این زنان به سمت بردگی استفاده می‌شدند، تأمین مالی کردند. در سال ۲۰۰۰، کنوانسیون مبارزه با جرائم سازمان‌یافته فراملی، که به عنوان کنوانسیون مبارزه با جرائم سازمان‌یافته فراملی شناخته می‌شود، تصویب شد. حدود ۸۰ کشور این پیمان جدید را امضاء و تصویب کردند. از زمان پروتکل‌های پالرمو، رسوایی‌های فاحشه‌خانه‌ای مربوط به نیروهای صلح‌بان سازمان ملل متحد و پیمانکاران دفاعی به وفور رخ داده‌اند. در یکی از موارد، در لیبریا، مدیران سازمان ملل در یک کلاهبرداری مشارکت داشتند که در آن کمک‌های غذایی برای وادار کردن دختران و زنان به خدمات‌رسانی به نیروهای صلح‌بان و تجار محلی استفاده می‌شد. یک مشکل دیگر در سال ۲۰۰۲ پیش آمد، زمانی که یکی از کارکنان شرکت DynCorp در کنگره شهادت داد که همکارانش در بوسنی دخترانی خریده بودند تا آنها را به عنوان برده جنسی در خانه‌های خود نگه دارند. امروزه، قاچاق جنسی همچنان رایج و در حال رشد است.

## علل
اکثریت قربانیان قاچاق در اروپا زنان جوان بالغ هستند و شایع‌ترین دلیل قاچاق انسان، استثمار جنسی است. با این حال، قاچاق برای کار اجباری یک سوم از تمامی موارد قاچاق را تشکیل می‌دهد؛ قربانیان به صنایع کشاورزی، ساخت و ساز، شیلات، تولید و صنعت نساجی منتقل می‌شوند. همچنین زنانی و مردانی هستند که برای مقاصد خدمتکاری خانگی قاچاق می‌شوند. کودکان در این منطقه برای مقاصد استثمار جنسی، ازدواج اجباری و گدایی اجباری قاچاق می‌شوند.

### سقوط اتحاد جماهیر شوروی
سقوط اتحاد جماهیر شوروی به عنوان یکی از عوامل اصلی در توضیح افزایش اخیر قاچاق انسان شناسایی شده است. این اتفاق هم سرمایه انسانی و هم فرصت‌های منطقه‌ای جدیدی را برای تقویت گسترش این پدیده فراهم کرد. پس از این دوره، قربانیان قاچاق، عمدتاً زنان، شامل اشکال متنوع‌تری شدند که به وسیله افزایش جرائم سازمان‌یافته، فساد و کاهش مرزها تقویت شد. مرزهای نفوذپذیر و نزدیکی به اروپای غربی موجب شده است که حمل و نقل قربانیان در داخل منطقه و به خارج از آن آسان‌تر و ارزان‌تر باشد.

### فقر
زنان و دختران به ویژه در وضعیت فقر در برابر قاچاق آسیب‌پذیر هستند؛ زیرا افرادی که در فقر به سر می‌برند، وسایل کمی برای تأمین معیشت خود دارند و معمولاً برای حفظ خانواده‌هایشان مجبور به رفتن به راه‌های افراطی می‌شوند. کودکان نیز هنگامی که وضعیت اجتماعی-اقتصادی خانواده‌هایشان بحرانی است، در معرض قاچاق قرار دارند. دختران بیشتر از پسران به فروش می‌روند زیرا در بسیاری از جوامع، والدین معمولاً ترجیح می‌دهند در پسران سرمایه‌گذاری کنند چون آنها ارزش بیشتری دارند. دختران آموزش نمی‌بینند و به کار فرستاده می‌شوند. قاچاق انسان به ادامه مشارکت در کار اجباری و فقر جهانی کمک می‌کند. کشورهای با درآمد پایین اغلب مبدأ قاچاق دختران هستند و کشورهای با درآمد بالاتر مقصد آنها هستند. بسیاری از کشورهای مبدأ و مقصد برای قاچاق جنسی وجود دارند. بیشترین تعداد قربانیان از روسیه و اوکراین می‌آید. مقاصد اصلی خارج از اروپا برای این قربانیان شامل خاورمیانه، ژاپن، تایلند و آمریکای شمالی است.

### نظامی‌سازی
یکی دیگر از عواملی که به افزایش قاچاق زنان کمک کرده، فروپاشی یوگسلاوی است. حضور تعداد زیادی از مردان خارجی در این منطقه پس از جنگ‌های یوگسلاوی منجر به قاچاق هزاران زن و دختر برای استثمار جنسی تجاری شد. ارتباط میان پایگاه‌های نظامی و کار جنسی یک پدیده شناخته شده است و سربازان به تقاضا برای فاحشه‌خانه‌ها در این منطقه کمک کرده‌اند.

## جذب
فروش زنان جوان آسیب‌پذیر از نظر اقتصادی و اجتماعی به یکی از سریع‌ترین صنایع جنایی در اقتصاد جهانی تبدیل شده است.
زنان جوان به دلیل شرایط اقتصادی بد، مجبورند خانه‌های خود را ترک کنند تا در شهرها کار پیدا کنند. دختران بازرگان که به تنهایی سفر می‌کنند، هدف آسانی برای قاچاقچیان هستند. اغلب، زنانی که در تلاش برای یافتن کار قانونی هستند، توسط عوامل با وعده‌های شغلی فریب می‌خورند. زمانی که آنها به مقصد خود می‌رسند، مدارک و اسنادشان گرفته می‌شود و مجبور به کار به عنوان بردگان جنسی و فاحشه می‌شوند. روش دیگری که زنان در برابر قاچاق آسیب‌پذیر می‌شوند، ورود غیرقانونی به یک کشور یا ماندن بیش از حد مجاز ویزای آنها است. آنها برای ماندن به مجرمان مراجعه می‌کنند. یکی از روش‌های رایج استفاده شده توسط قاچاقچیان، بدهی‌بندی است که در آن قاچاقچیان به قربانیان خود می‌گویند که آنها پولی بابت سفر و هزینه‌های زندگی بدهکار هستند و تا زمانی که بدهی آنها پرداخت نشود، آزاد نخواهند شد.
گروه‌های جرائم سازمان‌یافته در جنوب شرقی اروپا و اتحاد جماهیر شوروی سابق با انعطاف‌پذیری و تغییر مسیرها و روش‌های خود برای تطبیق با بازار جهانی که به سرعت در حال تغییر است، موفقیت‌هایی کسب کرده‌اند. تجربه کاری قبلی و سطوح بالای تحصیلات به قاچاقچیان این امکان را داده است که «اسناد جعلی تولید کنند، از فناوری‌های پیشرفته ارتباطی استفاده کنند و در مرزها به‌طور موفقیت‌آمیز عمل کنند.» ارتباطات شخصی آنها و توانایی استفاده از فناوری پیشرفته برای بسیاری از دولت‌ها و آژانس‌های اجرایی که در تلاش برای تحقیق و پیگرد قانونی قاچاقچیان هستند، چالش‌برانگیز بوده است. همچنین جالب است که بسیاری از قربانیان قاچاق تحصیلات بالایی دارند. اگرچه آنها برای اشتغال در کشورهای خود شایستگی دارند، اما اغلب به دنبال فرصت‌های بهتر یا دستمزد بالاتر در خارج از کشور هستند. بسیاری از روش‌ها برای جذب قربانیان تحصیل‌کرده‌تر شامل آژانس‌های ازدواج و اشتغال، آژانس‌های مدل‌سازی جعلی، استودیوهای تولید فیلم و فرصت‌های کار و تحصیل در خارج از کشور بوده است. زیرا فرصت‌های قانونی در این زمینه‌ها وجود دارد، تمایز بین تبلیغات جعلی و فرصت‌های معتبر اغلب دشوار است. این آگهی‌های چاپی به ندرت مورد تأیید قرار می‌گیرند.

### قاچاق کودکان
قاچاق کودکان در اروپا بیشتر در کودکان زیر دوازده سال (برای گدایی، سرقت و دیگر جرائم خیابانی) و بالای ۱۵ سال (برای استثمار جنسی تجاری) رخ می‌دهد. تابوهای فرهنگی معمولاً مانع از قاچاق پسران جوان برای استثمار جنسی می‌شود، اما در برخی موارد، گزارش‌هایی از قاچاق کودکان رومانیایی به خارج از کشور وجود دارد. کودکانی که دارای ناتوانی جسمی هستند و کودکانی که به اقلیت‌های قومی خاص تعلق دارند، مانند مردم کولی در آلبانی و دیگر نقاط این منطقه، به قاچاق آسیب‌پذیرترند. گزارشی از یونیسف که در سال ۲۰۰۶ توسط دکتر گیلی مک‌کنزی (کارشناس قاچاق سازمان ملل) انجام شد، نشان داد که کودکانی که این معیارها را دارند، معمولاً قربانی قاچاقچیان خارجی نمی‌شوند، بلکه اعضای خود جامعه‌شان هستند که به منظور کسب درآمد از فروش آنها به خارج از کشور اقدام می‌کنند. این گزارش همچنین پنج ویژگی مشترک کودکانی که در معرض قاچاق قرار دارند را برجسته کرد که عبارتند از:
- کودکانی که مورد خشونت خانگی قرار می‌گیرند
- کودکانی که حمایت و محافظت خانوادگی ندارند (مثلاً کودکانی که در مؤسسات زندگی می‌کنند)
- کودکانی که از مدرسه ترک کرده‌اند
- کودکانی که به اقلیت‌های قومی تعلق دارند (مثلاً کولی‌ها)
- کودکانی که قبلاً قاچاق شده‌اند

### پیامدها
دکتر گیلی مک‌کنزی، کارشناس برجسته سازمان ملل در زمینه قاچاق و جرایم سازمان‌یافته، در یک مطالعه در سال ۲۰۱۰ اظهار داشت: «زمانی که دختری به زندگی بردگی جنسی مجبور می‌شود، امکان فرار او بسیار کم است. ترس، مؤثرترین انگیزه‌ای است که قاچاقچیان از آن استفاده می‌کنند. دختران زندانی می‌شوند و تحت نظر نگه‌داشته می‌شوند. آنها غذا و آب کمی دریافت می‌کنند. اغلب توسط ربایندگان خود مورد تجاوز قرار می‌گیرند و سپس به مشتریان تسلیم می‌شوند. آسیب جسمی، ضرب و شتم، و آزار لفظی برای کنترل و نگه‌داشتن دختران در خط استفاده می‌شود. برای جلوگیری از تلاش‌های فرار، قاچاقچیان تمامی مدارک شناسایی آنها را می‌گیرند. همچنین تهدیدهایی از جمله تهدید به خشونت و قتل خانواده‌های آنها در خانه به دختران می‌شود. چون بسیاری از دختران به کشورهای جدید منتقل می‌شوند، زبان آن کشور را نمی‌دانند و شبکه‌ای برای کمک به آنها ندارند. چون آنها مهاجران غیرقانونی هستند، از مقامات قانونی و خدمات عمومی می‌ترسند.»  
هزینه‌های زیادی بر قربانیان قاچاق جنسی تحمیل می‌شود. خطرات بهداشتی از آسان‌ترین خطرات قابل مشاهده هستند و می‌توانند گران‌ترین نیز باشند. کارگران جنسی جوان، چه زن و چه مرد، در معرض خطر بالای ابتلا به اچ‌آی‌وی و دیگر بیماری‌های آمیزشی هستند. آنها قدرت چانه‌زنی کمی یا هیچ‌کدام برای اصرار بر استفاده از کاندوم به منظور پیشگیری ندارند. این بیماری‌ها را از مشتریان دریافت می‌کنند و سپس به مشتریان جدید منتقل می‌کنند. گزارش‌هایی از کارگران جنسی وجود دارد که مشکلات تنفسی شامل آلرژی، سینوزیت، سرماخوردگی، سینه‌پهلو و سل دارند. سوءمصرف مواد در میان کارگران جنسی بسیار شایع است، که خود مشکلات بهداشتی خاصی از جمله افزایش مصرف مواد، سکته مغزی و مرگ به همراه دارد. دیگر مشکلات بهداشتی شناسایی شده شامل مشکلات دندانی، سوختگی لب‌ها ناشی از لوله‌های داغ کراک، راش‌های صورت و زخم‌ها، هرپس، سرمازدگی، تورم پاها، زخم‌های خونریزی‌دهنده و آبسه‌ها در پاها است. همچنین ضرب و شتم‌هایی که این زنان تجربه می‌کنند، منجر به شکستگی استخوان‌ها، سوختگی‌ها، بریدگی‌ها، ضربه‌های مغزی، کبودی‌ها، دررفتگی‌ها و احتمالاً مرگ می‌شود. سقط جنین اجباری با ابزارهای غیر استریل نیز می‌تواند مشکلات بهداشتی به همراه داشته باشد. 
مشکلات روانی نیز در هنگام صحبت با قربانیان قاچاق شناسایی شده است. اعتیاد به مواد مخدر یا الکل بسیار شایع بود، اگرچه برخی از قربانیان نجات یافته تمایلی به ورود به برنامه‌های توانبخشی ندارند. افسردگی، افکار خودکشی، و غم و اندوه از مشکلاتی است که به تقریباً تمام قربانیان قاچاق نسبت داده می‌شود. هزینه‌های انسانی و اقتصادی محاسبه شده توسط بانک جهانی بیش از ۲۰ میلیارد دلار است. این شامل دستمزدهای زیر حداقل و هزینه‌های جذب است. اگرچه هزینه‌های سرمایه انسانی تقریباً غیرقابل محاسبه است.